# Girl with a Pearl Earring (Oper)
Girl with a Pearl Earring (deutsch: „Das Mädchen mit dem Perlenohrring“) ist eine Oper in drei Akten von Stefan Wirth (Musik) mit einem Libretto von Philip Littell nach dem 1999 erschienenen gleichnamigen Roman von Tracy Chevalier. Die Uraufführung fand am 3. April 2022 im Opernhaus Zürich statt.

## Handlung

### Erster Akt
Die dreißigjährige Griet arbeitet in der Markthalle an der Fleischertheke ihres Mannes Pieter, als die Dienstmagd Tanneke sie über den Tod des Malers Jan Vermeer informiert, ihres einstigen Arbeitgebers. Seine Witwe Catharina wolle sie noch einmal sehen. Griet erinnert sich an ihre damaligen Erlebnisse:
Im Alter von sechzehn Jahren soll Griet als Magd für die Familie Vermeer arbeiten. Bei ihrer Vorstellung bemerkt der Maler, dass sie das Gemüse nach Farben sortiert. Griets Mutter weist sie darauf hin, dass sie die Stellung annehmen müsse, da ihre Familie sonst kein Einkommen habe. Sie wird bei den Vermeers wohnen und darf ihre Familie nur Sonntags besuchen. Als Erinnerungsstück erhält sie eine von ihrem mittlerweile erblindeten Vater bemalte Fliese.
Bei ihrer Ankunft in der neuen Arbeitsstätte lernt Griet die Kinder der Vermeers kennen. Die ältere Magd Tanneke führt sie in ihre Aufgaben ein. Die eigentliche Herrin im Haus ist Maria Thins, die Mutter von Vermeers schwangerer Frau Catharina. Neben ihren Hausarbeiten muss Griet auch Einkäufe erledigen. So lernt sie den jungen Fleischer Pieter kennen.
Als Griet am nächsten Tag Vermeers Atelier zu sehen bekommt, ruft der Geruch des zum Mischen der Farben verwendeten Leinöls eine Erinnerung an ihren Vater hervor. Tanneke schärft ihr ein, dass sie beim Putzen nichts im Raum verändern und keine Gegenstände verstellen darf. Griet merkt sich daher die Position aller Gegenstände. Später trifft sie beim Einkaufen zum ersten Mal auf Pieter, ohne dass andere Personen anwesend sind.

### Zweiter Akt
Als sie das Atelier säubert, trifft Griet mit Vermeer zusammen, der ihr seine Camera obscura zeigt. Ihr Interesse an dem Gerät ist geweckt.
Während Vermeers Kinder vor dem Haus spielen, trifft der Kunstmäzen Van Ruijven ein. Er will ein Gemälde abholen. Griets Schönheit weckt seine Begierden.
Im Studio erhält Griet von Vermeer Unterricht in Farbenkunde. Da er sie als aufmerksam und begabt erkennt, bittet er sie, ihm zu assistieren. Zwischen den beiden entwickelt sich allmählich ein Vertrauensverhältnis. Vermeers Schwiegermutter fällt auf, wie viel Zeit Griet im Atelier verbringt. Sie nimmt dies hin, weil seine Arbeit dadurch offensichtlich besser vorankommt, verbietet ihr aber, es anderen gegenüber zu erwähnen.
Bei einem Gottesdienst am Sonntag begegnet Griets Mutter dem Fleischer Pieter, den sie zum Essen einlädt. Griet und Pieter kommen sich näher. Er würde gerne ihre Haare sehen, die sie bisher immer unter einer Haube verbarg, 

### Dritter Akt
Da der Familie allmählich das Geld ausgeht, ist Maria Thins erleichtert, dass Vermeer kurz vor der Vollendung seines neuen Gemäldes steht. Sein Mäzen Van Ruijven bestellt bei ihm ein Porträt von Griet.
Im Atelier bittet Griet Vermeer, sie nicht als Dienstmagd darzustellen. Er gestattet ihr daher, die Kleider seiner Frau tragen. Vermeer will sie so wie bei ihrer ersten Begegnung malen. Nach Abschluss der Sitzung erkennt Griet, dass das Gemälde noch nicht ganz vollendet ist. Sie vermutet, dass Vermeer die Perlenohrringe seiner Frau hinzufügen will. Das könnte für ihre Zukunft problematisch werden.
Während Griet sich umzieht, betrachtet Vermeer ihre Haare. Griet trifft sich im Wirtshaus mit Pieter. Sie gehen hinaus und tauschen Zärtlichkeiten. Wenig später fällt van Ruijven über sie her. Nur das Eingreifen von Vermeers Kindern rettet sie.
Maria Thins nutzt die Abwesenheit von Vermeers Frau, um Griet ihre Perlen zu geben. Diese geht zum Atelier. Dort macht Pieter ihr einen Antrag. Griet wünscht, dass Vermeer ihr selbst ein Ohrloch sticht. Obwohl auf dem Bild nur ein Ohrring zu sehen sein wird, besteht Vermeer darauf, auch das andere Ohr zu stechen.
Gegenwart: Der mittlerweile verstorbene Vermeer hat die Perlen Griet vermacht. Seine Witwe Catharina respektiert seinen letzten Wunsch, obwohl sie selbst unter Geldnot leidet.
In einer weiteren Rückblende stellt Catharina fest, das Griet ihre Perlen trug. Sie wirft das Mädchen hinaus.
Gegenwart: Griet erzählt, dass sie den Schmuck für dreißig Gulden verkauft hat. Ihr reicht die Erinnerung an den Maler.

## Gestaltung
Dem Komponisten Stefan Wirth war es wichtig, dass es in der Romanvorlage „um intensivierte Wahrnehmung, um Beziehungsspannungen, um Unausgesprochenes, aber umso stärker Empfundenes“ ging. Die Geschichte wird aus der Sicht von Griet erzählt, die durch ihre herausragende Beobachtungsgabe in der Lage ist, „die Psychologie der Menschen und Machtverhältnisse in dem Haus zu durchschauen“ und alle Bedrohungen abzuwenden. Der Maler Vermeer hingegen wird als eine Art „Blackbox“ dargestellt. Über ihn ist nicht viel bekannt, da er seine eigenen Gefühle nicht offenbart. Aus diesem Grund hat er in der Oper keine Arie, die diese ausdrücken würde. Eine Schlüsselszene ist der Moment, in dem er Griets zweites Ohr durchsticht. Nur hier kommt es zu einer Berührung, und zwar gegen Griets ausdrücklichen Willen.
Das Libretto besteht aus einer Abfolge vieler kleiner Szenen, die sich an der Romanvorlage orientieren und als „Genrebilder“ ähnlich wie „in der Malerei kleine Fenster in eine intime Welt“ eröffnen.
Die Musik der eigentlichen Malszene legte Wirth rein instrumental an. Sie ist von Vermeers Maltechnik inspiriert. Über eine zunächst „leere Akkord-Leinwand“ legen sich nach und nach einzelne Farben („Klang Punkte“), bis sich eine Figur abzeichnet „aus einzelnen Tönen, die aus Akkordschichten gefiltert werden“. Einen ähnlichen „changierenden Akkordblock“ gibt es auch während Griets Blick durch die Camera obscura. Der Rezensent der Opernwelt beschrieb das Ergebnis als „beängstigenden Überwältigungsmoment“.
Die Stimmen der vielen Kinder des Malers werden von einer imaginären Partie namens „Children engine“ gesungen, während gleichzeitig reale Mädchen die Töchter Cornelia, Maertge und Lisbeth szenisch darstellen.
Die Gesangspartien bestehen zu großen Teilen aus Dialogen. Sie zeichnen sich durch große Textverständlichkeit aus. Die Orchesterbegleitung differenziert zwischen den Innen- und den Außenszenen, bei denen häufig die Kirchenglocken von Delft zu hören sind. Klangmalerisch wirkt die Musik der Szene, in der Griet das Atelier putzt. An einer Stelle erklingt ein historisches Zitat mit Cembalomusik des 17. Jahrhunderts.

## Werkgeschichte
Girl with a Pearl Earring ist die erste große Oper des Pianisten und Komponisten Stefan Wirth. Er erhielt den Auftrag dazu 2015 vom Opernhaus Zürich. Das englischsprachige Libretto stammt von Philip Littell. Es basiert auf dem gleichnamigen Roman von Tracy Chevalier aus dem Jahr 1999, der eine fiktive Geschichte über das Mädchen auf Jan Vermeers Gemälde Das Mädchen mit dem Perlenohrring erzählt. Das Sujet wählte Wirth selbst aus. Er hatte das Buch zwanzig Jahre zuvor gelesen. Mit der Komposition begann er 2018. Die Gesangspartien gestaltete er konkret für die Uraufführungsbesetzung.
Es handelte sich um den dritten Auftrag einer Reihe von Kompositionsaufträgen der Oper Zürich an die Schweizer Musikszene, die als Kammeropern von der kleineren Studiobühne präsentiert wurden. Da man „den Stoff und das kompositorische Temperament von Stefan Wirth sehr überzeugend“ fand, entschied man jedoch, diese Oper auf der großen Hauptbühne zu spielen. Die Rechte für den Stoff zu erhalten, erwies sich als schwierig, da die Agenten zuerst von einer kommerziell lukrativen Musicalproduktion ausgingen. Die Autorin selbst war begeistert von dem Projekt. Sie schlug den Librettisten Littell vor. Die Uraufführung war ursprünglich für Mai 2020 vorgesehen. Sie musste aber aufgrund der Maßnahmen gegen die COVID-19-Pandemie verschoben werden. Als eine Aufführung zwei Jahre später wieder möglich wurde, gelang es, die geplante Besetzung unverändert beizubehalten. Die Zeit nutzte Wirth, die drei vom Librettisten „movements“ genannten Akte durch zwei Striche soweit zu konzentrieren, dass eine pausenlose Aufführung möglich wurde.
Die musikalische Leitung der Uraufführung am 3. April 2022 hatte Peter Rundel. Ted Huffman führte Regie. Die Solisten waren Lauren Snouffer (Griet), Irène Friedli (Tanneke), Yannick Debus (Pieter), Sarah Castle (Griets Mutter), Laura Aikin (Catharina), Thomas Hampson (Jan Vermeer), Lisa Tatin (Children engine), Felicity Palmer (Maria Thins), Iain Milne (Van Ruijven). Die Rezensentin der FAZ beschrieb die Inszenierung mit den Worten „hoch konzentriert[], perfekt gearbeitet[]“. Das Bühnenbild war „spartanisch, fast zu spartanisch“. Es verzichtete fast völlig auf Requisiten. Lediglich eine große leere Wand, auf einer Seite schwarz, auf der anderen weiß mit Lichtfenstern, drehte sich unaufhörlich auf der Bühne. Der Raum wirkte wie eine „begehbare Camera obscura“. Die sich dadurch ergebenden Szenen erinnerten manchmal an andere Bilder Vermeers, ohne sie direkt zu zitieren. Abgesehen von dem Kleid, in dem Griet porträtiert wurde, waren auch die historisierenden Kostüme schlicht gestaltet.
Die Premiere war ausverkauft. Das Werk und die Ausführenden wurden vom Publikum mit Begeisterung aufgenommen. Die Rezensentin von Bachtrack fand die Musik als „für einige Ohren herausfordernd“, aber perfekt passend zum Libretto. Der Rezensent von Oper aktuell äußerte sich begeistert über die Uraufführung. Es sei ein „grossartige, überragender Abend“ gewesen, „genauso faszinierend […] wie die Lektüre des Romans“. Der Rezensent der Opernwelt gab seiner Hoffnung Ausdruck, dass „diese Oper Eingang ins Repertoire fände“. In der Kritikerumfrage der Opernwelt 2022 wurde sie zusammen mit Péter Eötvös’ Sleepless zur „Uraufführung des Jahres“ gewählt.